# Hans Bol

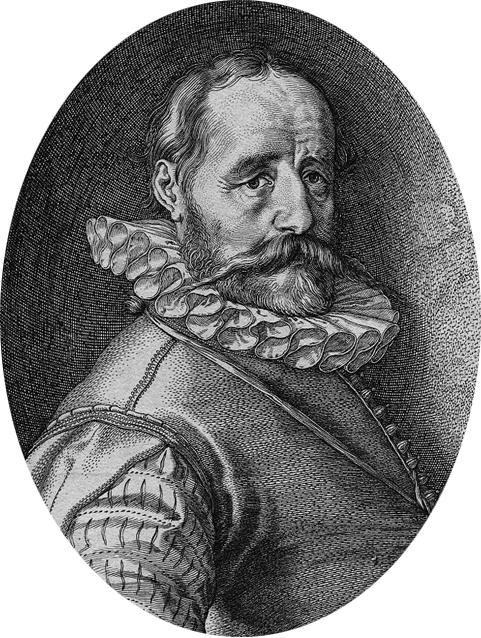
Hans Bol door Hendrick Goltzius

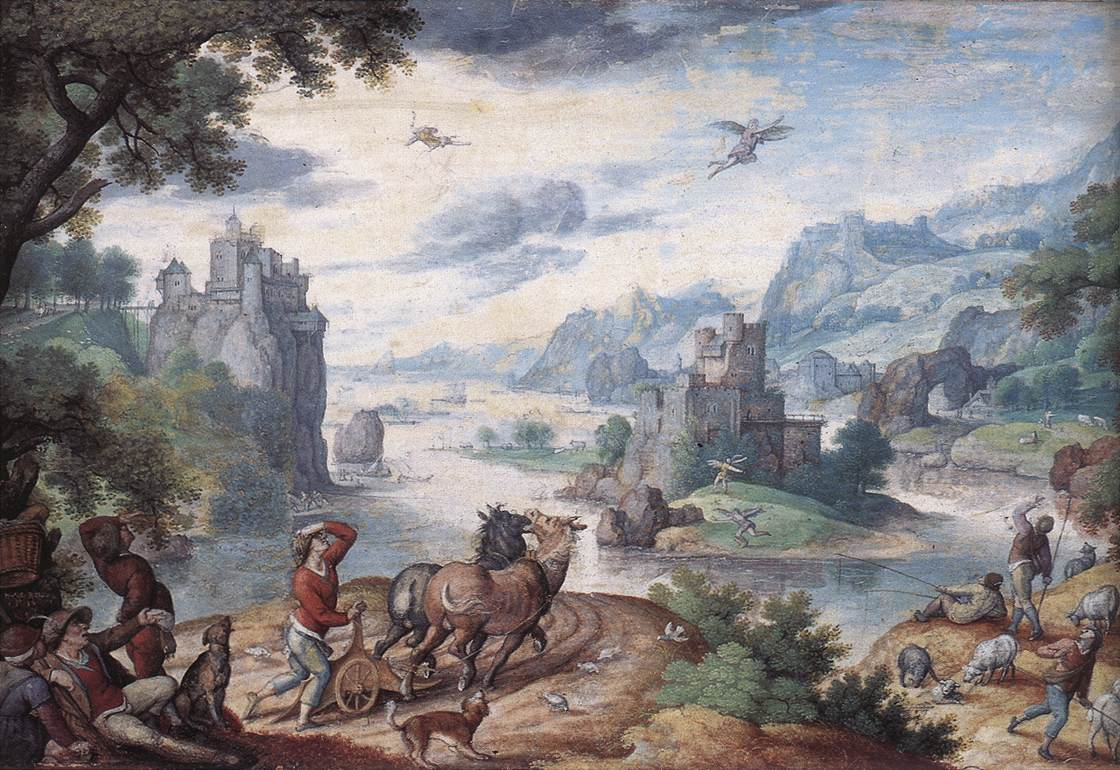
Landschap met de val van Icarus, aquarel op papier

Hans Bol (Mechelen, 16 december 1534 – Amsterdam, 20 november 1593) was Zuid-Nederlands kunstschilder, tekenaar, graveur en boekverluchter uit de late renaissance. Hij werd opgeleid door zijn ooms, de schilders Jacob en Jan Bol.

## Biografie
Al op jeugdige leeftijd leerde hij de techniek van het schilderen van grote werken met waterverf op doek met gebruik van tempera. Deze techniek was een specialiteit van de Mechelse kunstenaars en werd gebruikt voor wanddecoraties, wat goedkoper was dan wandtapijten. Van deze werken, die onderhevig waren aan verval, is weinig bewaard gebleven.
Bol bracht twee jaar door in Heidelberg en werd vervolgens opgenomen in het Mechelse Sint-Lucasgilde in 1560. Toen de stad in 1572 werd ingenomen door Spaanse troepen week hij uit naar Antwerpen, waar hij zich specialiseerde in het schilderen van miniaturen van met name landschappen. In 1574 werd hij ook daar lid van het Antwerpse Sint-Lucasgilde. In 1584 trok hij naar het noorden en kwam via Bergen op Zoom, Dordrecht en Delft in 1591 in Amsterdam terecht, waar hij zou blijven.
Zijn werk, dat zowel aquarellen als olieverfschilderijen omvat, werd beïnvloed door dat van Pieter Bruegel de Oude en toont verwantschap met Jacob Grimmer en Joachim Patinir. Bol vervaardigde naast landschappen ook Bijbelse en mythologische taferelen en genrestukken.
Zijn aquarellen werden veel gekopieerd, waarna hij overging tot het werken op perkament waarop hij miniaturen maakte. Een uitzonderlijk album met ontwerptekeningen en prenten uit de reeks 'Emblemata evangelica ad XII signa codestica' wordt in de Koninklijke Bibliotheek van België bewaard.
Tot Bols bekendste leerlingen behoren Jacob Savery en Joris Hoefnagel.

## Grafiek

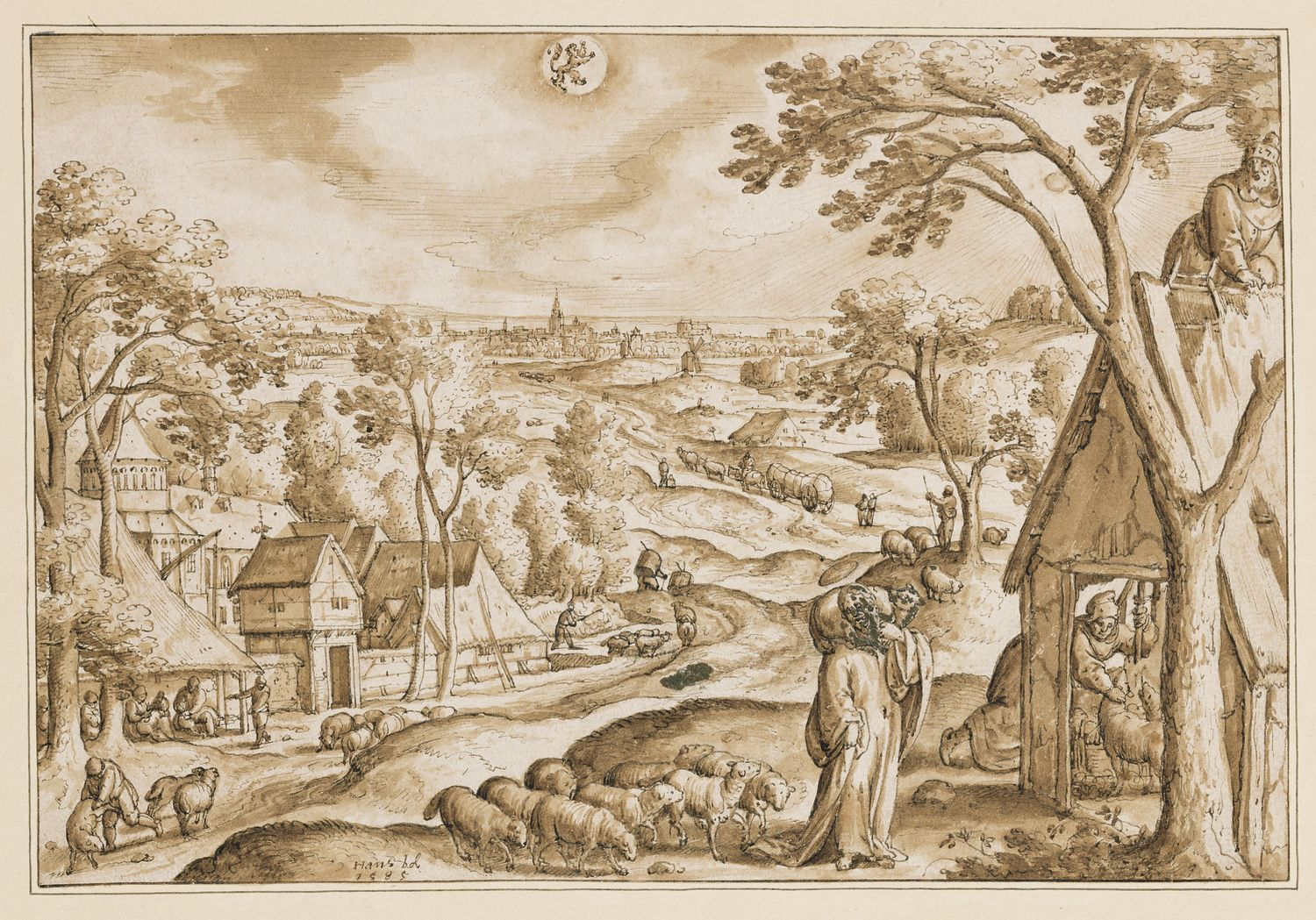
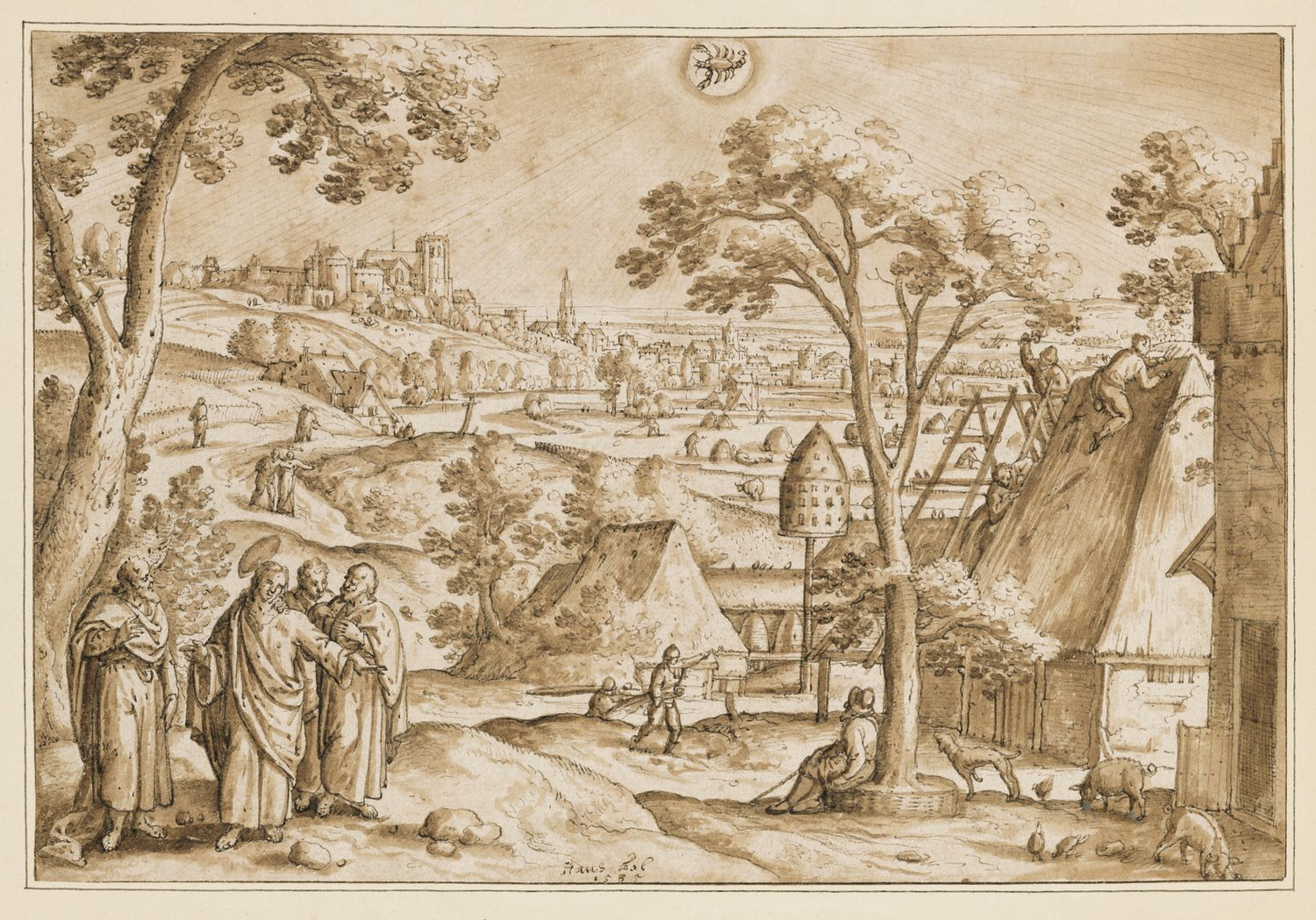
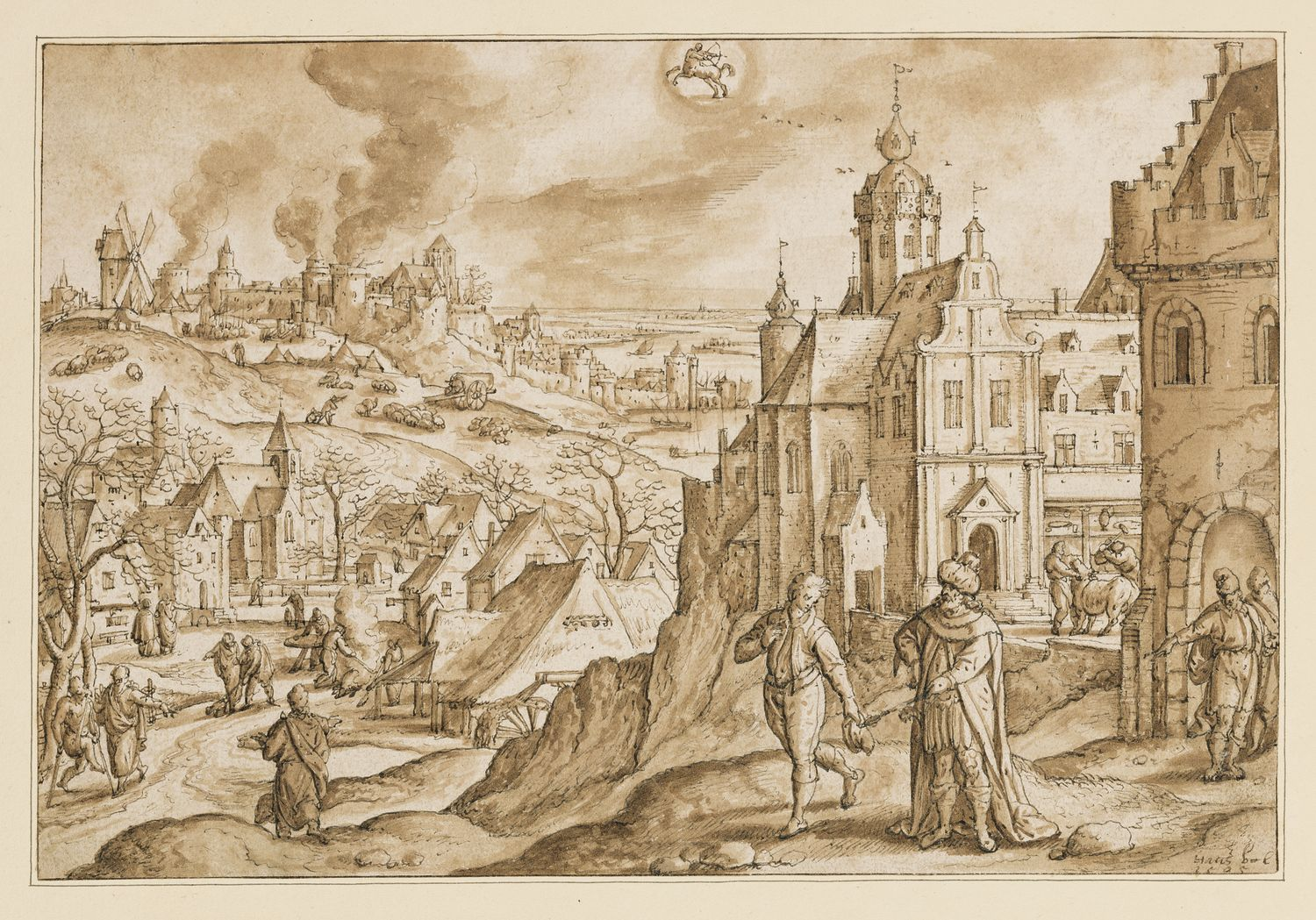
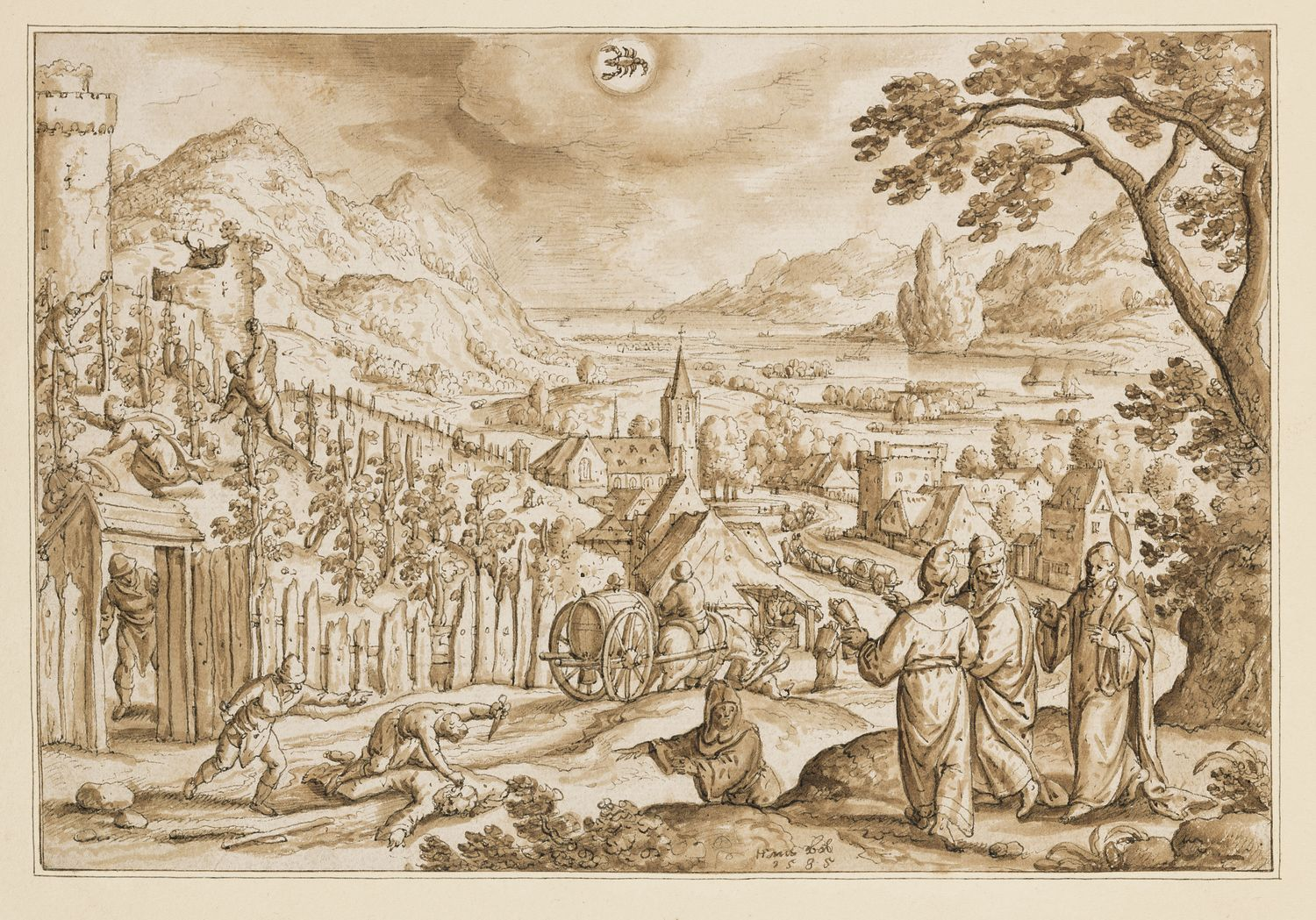